# Hakan Duran
Hakan Duran (* 1. September 1984) ist ein ehemaliger österreichischer Fußballspieler.

## Karriere
Duran begann seine Karriere beim FC Wolfurt. In Wolfurt spielte er ab der Rückrunde der Saison 2000/01 auch in der Kampfmannschaft in der Vorarlbergliga. Im Jänner 2005 wechselte er zum Zweitligisten SCR Altach. Sein Debüt in der zweiten Liga gab er im April 2005, als er am 28. Spieltag der Saison 2004/05 gegen den SV Wörgl in der 83. Minute für Harald Unverdorben eingewechselt wurde. In seinem ersten Profi-Halbjahr kam er zu neun Zweitligaeinsätzen. In der Saison 2005/06 absolvierte er zehn Partien. Mit Altach stieg er zu Saisonende in die Bundesliga auf.
Den Aufstieg machte Duran jedoch nicht mit, er wechselte stattdessen zum Regionalligisten FC Rot-Weiß Rankweil. Zur Saison 2008/09 kehrte er zu seinem Heimatverein Wolfurt zurück, für den er zehnmal in der Vorarlbergliga spielte. Im Jänner 2009 wechselte er dann wieder in die Regionalliga, diesmal zum FC Hard. In Hard absolvierte der Flügelspieler in zweieinhalb Spielzeiten 53 Partien in der Westliga, in denen er sechs Tore erzielte. Nach der Saison 2010/11 verließ er den Verein. Nach eineinhalb Jahren Pause vom Vereinsfußball schloss er sich im Jänner 2013 der Reserve des SC Fussach an, die in der achthöchsten Spielklasse antrat. Insgesamt kam er für Fussach II zu elf Einsätzen in der 3. Landesliga.
In der Hinrunde der Saison 2013/14 spielte er dann ebenfalls in der 3. Landesklasse, noch fünfmal für die Reserve des FC Höchst, ehe er seine Karriere als Aktiver beendete.